# Henrik Henriks
Henrik Abraham Henriks, född den 29 december 1886 i Nye församling, Jönköpings län, död den 9 juni 1954 i Stockholm, var en svensk jurist. 
Henriks avlade filosofie kandidatexamen vid Lunds universitet 1908 och juris kandidatexamen 1912. Han genomförde tingstjänstgöring och fungerade som tillförordnad domhavande 1912–1915, varefter han tjänstgjorde i Svea hovrätt 1915–1917, var tillförordnad riksgäldssekreterare 1917–1918, adjungerad ledamot i kammarrätten 1919, assessor där 1920, tillförordnad förste kanslisekreterare i finansdepartementet 1921 och föredragande i regeringsrätten 1921–1926. Henriks blev kammarrättsråd 1926 och divisionsordförande i kammarrätten 1943. Han blev underlöjtnant i Jönköpings regementes reserv 1906, löjtnant där 1912 och kapten 1927. Henriks blev riddare av Nordstjärneorden 1929 och kommendör av andra klassen av samma orden 1941. Han vilar på Svarttorps kyrkogård.